# Gerardo Leibner
Gerardo Leibner (hebreo: חררדו לייבנר) es un historiador nacido en Uruguay en 1965, radicado en Israel.
Obtuvo su PhD en la Universidad de Tel Aviv; en el ámbito del Instituto Sverdlin se dedica a la docencia e investigación desde 1999.
Sus principales áreas de estudio se centran en la historia de la izquierda política en Uruguay y Perú, y en el indigenismo.

## Obras
Además de numerosos artículos publicados en medios de prensa y entrevistas radiales es autor de:
- El Mito del Socialismo Indígena en Mariátegui. Fuentes y Contextos Peruanos, Lima, Fondo Editorial de la Pontificia Universidad Católica del Perú, 1999.
- The new indians. The rising of mass politics in Peru, 1895-1932 (en hebreo), Tel Aviv, University Projects, 2003.
- Camaradas y compañeros. Una historia social y política de los comunistas del Uruguay, Ediciones Trilce, Montevideo, 2011.[5]